# Carlos Salas Pérez
Carlos Salas Pérez (n. Cuba, 10 de octubre de 1955) es un jugador profesional (retirado) cubano de vóleibol, que participó en dos Juegos Olímpicos de Verano.
En la participación en los Juegos Olímpicos de 1976, el equipo de Cuba consiguió la medalla de bronce (tercera posición).
Y en la 1980, alcanzaron finalmente la séptima posición.